# Melitta Sollmann
Melitta Sollmann (n. 20 august 1958, Gotha, Republica Democrată Germană, Germania) este o sportivă germană, medaliată olimpică. A participat la o ediție a Jocurilor Olimpice (1980) în care a câștigat o medalie de argint.

## Participări
Lista de mai jos prezintă principalele competiții la care a participat Melitta Sollmann de-a lungul carierei.
- Sanie la Jocurile Olimpice de iarnă din 1980 - Simplu (feminin)[*]